# 林特尔
林特尔（荷蘭語：Linter，荷蘭語發音：[ˈlɪntər]）是比利时弗拉芒大区弗拉芒布拉班特省魯汶區的一个市镇，通行荷蘭語，是弗拉芒社群的一部分，面积36.37平方千米，人口7,255人（2018年1月1日）。